# Cupa Campionilor CONMEBOL-UEFA

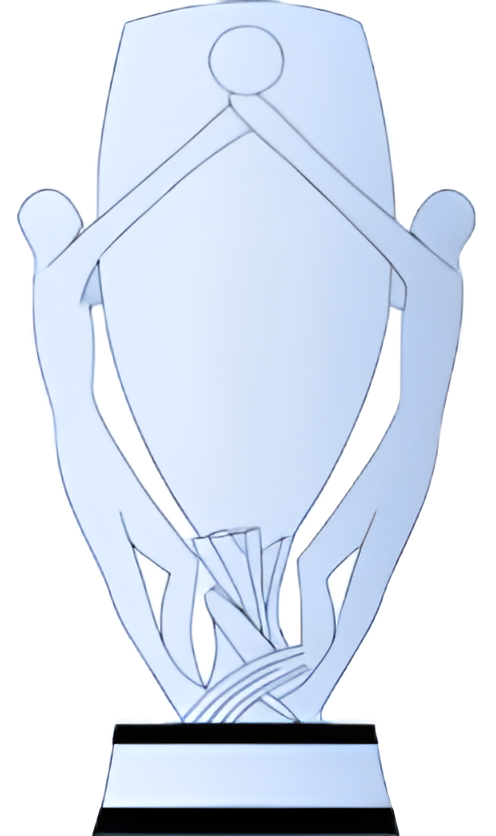
Logo-ul utilizat pentru ediția 2022 denumită "Finalissima".

Trofeul Artemio Franchi (sau Finalissima) este un meci oficial de fotbal care se joacă o dată la patru ani, și se dispută între câștigătoarea competiției care e organizată de UEFA, și anume Campionatul European de Fotbal, respectiv câștigătoarea competiției care e organizată de CONMEBOL, și anume Copa América. Acest meci este rezervat campioanelor continentale ale UEFA, respectiv, CONMEBOL. Acestui trofeu i se mai spune și Super Cupa Mondială, datorită faptului că se joacă între campioanele continentale din cele mai puternice confederații fotbalistice, și anume UEFA, respectiv, CONMEBOL.

## Istorie

### Primele ediții și desființare
Creată în 1985 sub numele de Cupa Națiunilor Europei/Sud-Americane, a fost denumită și „Cupa Artemio Franchi” datorită trofeului competiției, numit după Artemio Franchi, fostul președinte al UEFA, care a murit în 1985. un accident rutier în 1983. A fost organizat în comun între CONMEBOL și confederația europeană, acționând ca o supercupă intercontinentală. Competiția a fost echipa națională echivalentă cu Cupa Intercontinentală la nivel de club, disputată între câștigătorii Cupei Europei/Ligii Campionilor UEFA și  Copa Libertadores. Competiția urma să aibă loc la fiecare patru ani, locul alternând între Europa și America de Sud.
A fost jucat pentru prima dată în 1985, între câștigătorii UEFA Euro 1984, Franța și câștigătorii Copa Americii 1983,  Uruguay. Franța a găzduit meciul de la Parc des Princes din Paris și a câștigat cu 2-0. Competiția nu a avut loc patru ani mai târziu, deoarece Țările de Jos (câștigătoarea UEFA Euro 1988) și Uruguay (câștigătoarea Copa America 1987) nu au reușit să cadă de acord asupra datei meciului.
Următoarea ediție a avut loc în 1993 între câștigătorii Copa Americii 1991, Argentina, și câștigătorii UEFA Euro 1992,  Danemarca. Argentina a găzduit meciul pe Estadio José María Minella din Mar del Plata și a câștigat cu 5–4 la penalty-uri în urma unei remize 1–1 după prelungiri. Competiția a fost întreruptă ulterior.
Cupa Artemio Franchi poate fi considerată un precursor al King Fahd Cup/FIFA Confederations Cup, disputată în 1992 pentru prima dată și organizată de FIFA de la a treia ediție din 1997. Competiția a prezentat deținători de titluri ai campionatelor continentale și ai Cupei Mondiale FIFA. După Cupa FIFA Confederațiilor 2017, FIFA a anunțat în martie 2019 că turneul va fi desființat.

### Relansați ca „Finalissima”

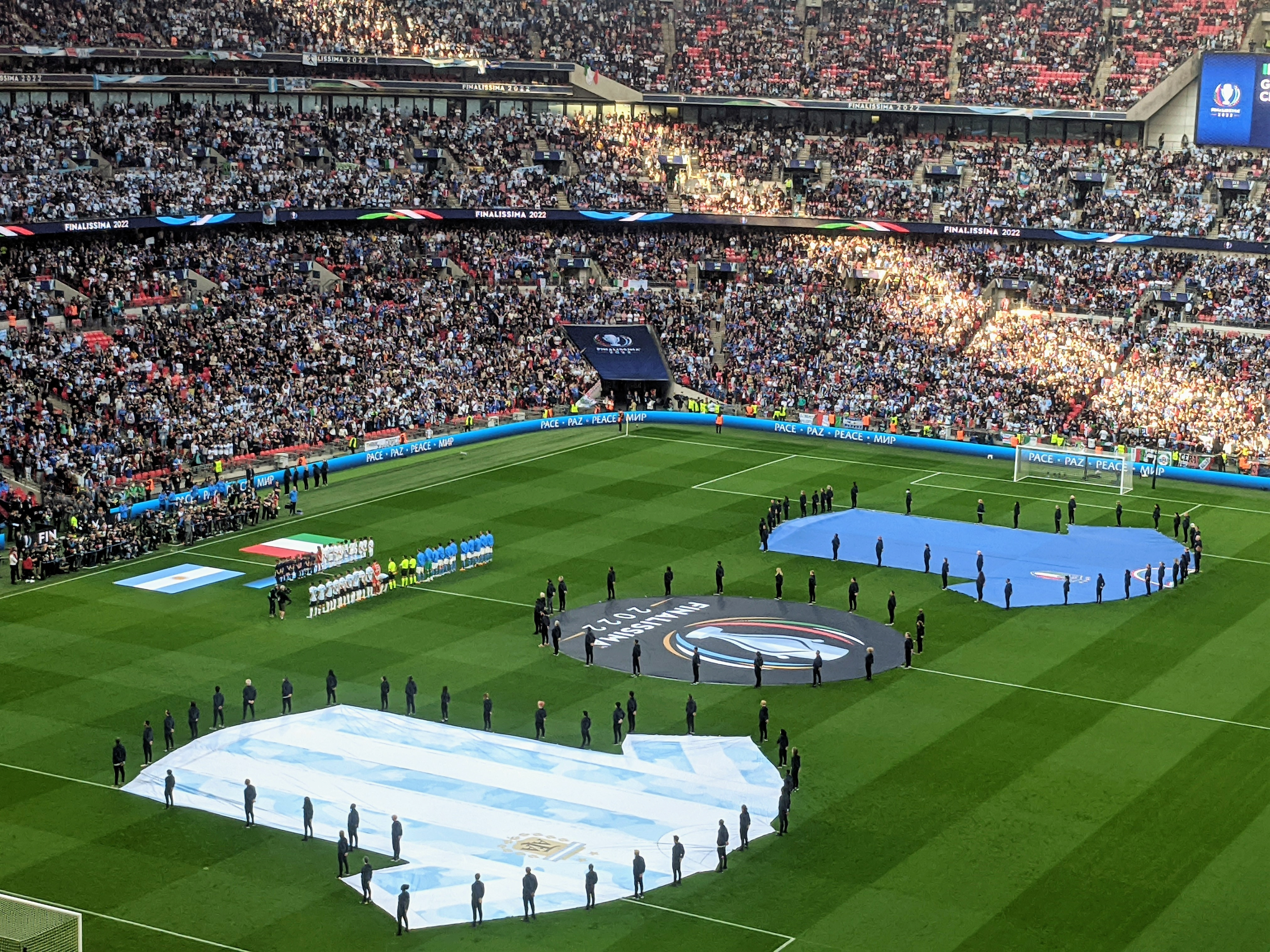
Pre match at the Finalissima 2022

La 12 februarie 2020, UEFA și CONMEBOL au semnat un memorandum de înțelegere reînnoit, menit să consolideze cooperarea dintre cele două organizații. Ca parte a acordului, o comisie mixtă UEFA-CONMEBOL a examinat posibilitatea organizării unor meciuri intercontinentale dintre Europa și America de Sud, atât pentru fotbal masculin, cât și feminin și pentru diferite grupe de vârstă. La 28 septembrie 2021, UEFA și CONMEBOL au confirmat că câștigătoarele UEFA European Championship și Copa America se vor înfrunta într-un meci intercontinental, acordul acoperind inițial trei ediții începând din 2022. Pe 15 decembrie 2021. , UEFA și CONMEBOL au semnat din nou un memorandum de înțelegere reînnoit care va dura până în 2028, care includea prevederi specifice privind deschiderea unui birou comun la Londra și potențiala organizare a diferitelor evenimente fotbalistice. La 22 martie 2022, UEFA a anunțat că „Cupa Campionilor CONMEBOL–UEFA” va fi noul nume al trofeului pentru Cupa Artemio Franchi.
Finalissima 2022 a avut loc între câștigătorii UEFA Euro 2020 (desfășurat în 2021), Italia și câștigătorii Copa Americii 2021, Argentina, pe Stadionul Wembley din Londra, Anglia. Argentina a câștigat meciul cu 3-0 pentru al doilea titlu.

### Finalissima feminin
A fost lansat și un echivalent feminin, Finalissima feminină între câștigătoarele Campionatul feminin UEFA și Copa America Femenina. Prima sa ediție a fost disputată în 2023 la Wembley între câștigătoarele UEFA Women's Euro 2022 Anglia și câștigătoarele Copa America Femenina 2022 Brazilia.
Ediția din 2025 va fi disputată între câștigătorii UEFA Euro 2024 Spania și Argentina, câștigătoarea 2024 Copa América, aceasta din urmă la a treia apariție consecutivă.

## Rezultate
| An   | Câștigători | Scor                | Finaliști   | Stadion                    | Locația                  | Spectatori |
| ---- | ----------- | ------------------- | ----------- | -------------------------- | ------------------------ | ---------- |
| 1985 | · Franța    | 2–0                 | · Uruguay   | Parc des Princes           | Paris, France            | 20,405     |
| 1993 | · Argentina | 1–1 d.p. 5–4 d.l.d. | · Danemarca | Estadio José María Minella | Mar del Plata, Argentina | 34,683     |
| 2022 | · Argentina | 3–0                 | · Italia    | Wembley Stadium            | London, England          | 87,112     |
| 2025 | · Spania    | TBD                 | · Argentina | TBD                        | TBD                      | TBD        |

### Rezultate pe națiuni
| Naționale | Câștigători    | Finaliști |
| --------- | -------------- | --------- |
| Argentina | 2 (1993, 2022) | —         |
| Franța    | 1 (1985)       | —         |
| Uruguay   | —              | 1 (1985)  |
| Danemarca | —              | 1 (1993)  |
| Italia    | —              | 1 (2022)  |

### Rezultate pe confederație
| Confederație | Câștigători | Finaliști |
| ------------ | ----------- | --------- |
| CONMEBOL     | 2           | 1         |
| UEFA         | 1           | 2         |

1. ↑  „Finalissima 2022, Italy vs Argentina: All you need to know”. UEFA.com. Union of European Football Associations. 22 martie 2022. Accesat în 22 martie 2022. This will be the third time the EURO holders have met their South American counterparts in a match organised by UEFA and CONMEBOL.
2. ↑  „France win new Artemio Franchi Cup”. Bulletin officiel de l'UEFA. Nr. 112. Union of European Football Associations. septembrie 1985. p. 20. Together with the South American Confederation (CONMEBOL), a new competition has been introduced which is to be held every four years between the reigning national team champions of the two continents... In future, the venue will alternate between Europe and South America.
3. ↑  „Argentina win Artemio Franchi Cup”. Bulletin officiel de l'UEFA. Nr. 142. Union of European Football Associations. martie 1993. p. 27. France were the inaugural winners in 1985; the winners of EURO 88, the Netherlands, and the South American championship winners, Uruguay, were unable to agree on a date for a match four years later.
4. ↑  Vieli, André (2014). „UEFA: 60 years at the heart of football” (PDF). UEFA.com. Nyon: Union of European Football Associations. p. 169. Arhivat din original (PDF) la 7 februarie 2019. Accesat în 13 mai 2020.
5. ↑  Aikman, Richard (30 iulie 2008). „Artemio Franchi honoured in Florence”. UEFA.com. Union of European Football Associations. Accesat în 23 martie 2022.
6. ↑  „The story of the Confeds”. FIFA. 14 iunie 2013. Arhivat din original la 23 iulie 2013. Accesat în 25 martie 2022.
7. ↑  Hace 20 años, Maradona ganaba su último título con la Selección on Infobae, 24 February 2013
8. ↑  Carter, Jon (5 iunie 2009). „A troubled tournament looks forward”. ESPN. Arhivat din original la 24 februarie 2015. Accesat în 15 decembrie 2021.
9. ↑  „FIFA Council votes for the introduction of a revamped FIFA Club World Cup”. FIFA.com. Fédération Internationale de Football Association. 15 martie 2019. Arhivat din original la 16 iulie 2019. Accesat în 15 martie 2019.
10. ↑  „UEFA and CONMEBOL renew Memorandum of Understanding to enhance cooperation”. UEFA.com. Union of European Football Associations. 12 februarie 2020. Accesat în 15 decembrie 2021.
11. ↑  „UEFA and CONMEBOL renew and extend Memorandum of Understanding”. UEFA.com. Union of European Football Associations. 15 decembrie 2021. Accesat în 15 decembrie 2021.
12. ↑  „European and South American champions meet in 'Finalissima' Wembley showdown”. UEFA.com. Union of European Football Associations. 22 martie 2022. Accesat în 22 martie 2022.
13. ↑  „Italy 3–0 Argentina: South American champions cruise to Finalissima glory”. UEFA.com. Union of European Football Associations. 1 iunie 2022. Accesat în 1 iunie 2022.
14. ↑  „Women's EURO winners England to face South American Champions Brazil in first-ever Women's Finalissima”. UEFA.com. Union of European Football Associations. 26 octombrie 2022. Accesat în 26 octombrie 2022.